# Blancherupt
Blancherupt (niem. Bliensbach) – miejscowość i gmina we Francji, w regionie Grand Est, w departamencie Dolny Ren.
Według danych na rok 1990 gminę zamieszkiwało 30 osób, 11 os./km².